# Éric Saunier
Éric Saunier, né le 28 février 1963, est un chercheur spécialisé dans l’étude de la sociabilité, de la franc-maçonnerie (une forme de sociabilité), de l'esclavage et de l’histoire des villes portuaires au temps des révolutions. Il est aussi membre du conseil scientifique de la Fondation pour la mémoire de l'esclavage.

## Biographie
Il a enseigné dans le second degré durant une dizaine d’années puis a repris des recherches et des études pour préparer une thèse de doctorat. 
Après avoir soutenu en 1995 cette thèse de doctorat consacrée à  la franc-maçonnerie en Normandie à l’université de Rouen sous la direction du professeur Claude Mazauric. Il est ensuite recruté, en 1997, à l'université du Havre comme enseignant et chercheur. Il devient maître de conférences en histoire moderne, chercheur rattaché à l’Unité de Recherche 7455 HisTeMé de l’université de Caen et co-responsable du Pôle des Etudes MARitimes de la MRSH de Caen depuis 2018. Il dirige la publication de l’Encyclopédie de la Franc-maçonnerie (Paris, Hachette, 3e éd. 2008) et est secrétaire général de l’Institut d'études et de recherches maçonniques (IDERM) depuis 2016. Il est également membre de la Fondation pour la Mémoire de l’Esclavage (FME) depuis 2019. Il a dirigé l'élaboration d'un ouvrage  sur la traite esclavagiste. Il est également membre de la section « Histoire du monde moderne, de la Révolution française et des révolutions » du CTHS dont il est membre de la commission des publications. 
Rédacteur en chef de la Revue du philanthrope (PURH) et des Chroniques d’histoire maçonnique (revue sous Cairn), il est membre du secrétariat de rédaction des Annales historiques de la Révolution.
Depuis le 4 avril 2024, il est membre du conseil scientifique de la Fondation pour la mémoire de l'esclavage.